# Robert Webb

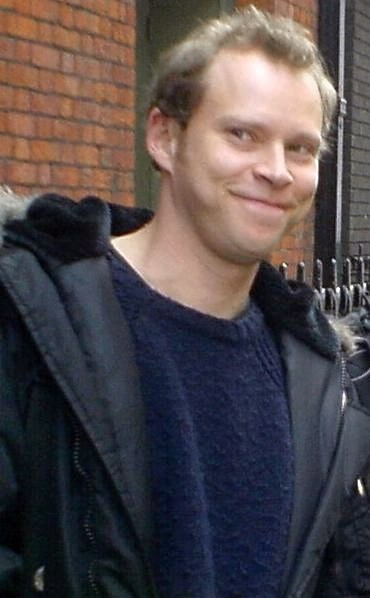
Robert Webb 2007.

Robert Webb, född 29 september 1972 är en engelsk skådespelare, komiker och författare. Han utgör tillsammans med David Mitchell ena halvan av komikerduon Mitchell and Webb.
Mitchell och Webb träffades i Cambridge och satte ihop sitt första projekt 1995, en show om första världskriget som hette "Innocent Millions Dead or Dying: A Wry Look at the Post-Apocalyptic Age (With Songs)". Webb beskrev senare denna show som "fucking terrible" ("helt jävla värdelös"). Efter detta fick de två möjligheten att skriva för Alexander Armstrong och Ben Miller och för andra omgången av Big Train. 2001 fick de ett eget sketchprogram, The Mitchell and Webb Situation. De deltog senare med huvudroller i Peep Show vid sidan av sina egna program. 2007 fick de en BAFTA för serien That Mitchell and Webb Look. Samma år kom också deras film Magicians. 2009 släppte de boken This Mitchell and Webb Book.
Webb har medverkat i två omgångar av sitcom-serien The Smoking Room och Concrete Cow, en sketchprogram i radio. 2005 förekom han i serien Blessed, skriven av Ben Elton. Han har också medverkat i olika panelprogram, såsom The Bubble, Never Mind the Buzzcocks och QI.
Han är sedan 2007 gift med Abigail Burdess, med vilken han har två döttrar.